# Erdődy Kálmán
Erdődy Kálmán (Vágújhely, 1907. február 16. – Budapest, 1988. április 25.) magyar színész, rendező.

## Életútja
Dr. Erdődi (Wald) Ármin (1868–1944) főgimnáziumi tanár és Faktor Hermina gyermekeként izraelita családban született. Tanulmányait az Országos Színészegyesület színiiskolájában kezdte, de nem fejezte be. 1928 szilveszterén lépett színpadra a Városi Színházban mint statiszta, majd ezután vidéken játszott.
1931. március 16-án Debrecenben házasságot kötött Rumszauer Róza színésznővel. Állomásai Debrecen (1931–32), Pécs (1934–35) és Szeged (1936–38) voltak. 1935–36-ban fellépett a fővárosi Király Színházban, majd 1938-ban Jakabffy Dezsőnél szerepelt a Felvidéken. Első feleségétől elvált. 1937. december 2-án Szegeden házasságra lépett Hatschek Lívia színésznővel.
1945 után újból játszott, a Medgyaszay Színházban (1946) és a Royal Revü Varietében (1948–1949) láthatta a közönség. 1949-től a Gördülő Varietét vezette. Ezután újból vidéken működött, előbb Debrecenben (1950–51), majd Szolnokon (1951–54) és Kecskeméten (1954–56) játszott. Ezt követően a József Attila Színház művésze volt 1956 és 1960 között, majd a Kamara Varietében lépett fel 1964–65-ben, de játszott 1961 és 1966 között a Vidám Színpadon, valamint 1965 és 1970 között az Irodalmi Színpadon is. Vidéken mint rendező is működött. 1972-ben vonult nyugdíjba. 1988. március 10-én lépett utoljára színpadra a Játékszínben mint Novák bácsi Füst Milán Máli néni c. darabjában. A kabaréműfaj jelentős alakja volt.

## Fontosabb színházi szerepei
- Csapláros Károly (Heltai Jenő: Naftalin)
- Az elnök (Jean Giraudoux: Bellaci Apolló)
- Novák bácsi (Füst Milán: Máli néni)
- Frosch (Johann Strauss: A denevér)
- Sir Basil (Lehár Ferenc: Luxemburg grófja)
- Bolond (William Shakespeare: Vízkereszt)
- Mukányi (Csiky Gergely: Mukányi)
- Pickering ezredes (George Bernard Shaw: Pygmalion)
- Harpagon (Molière: A fösvény)
- Polgármester (Nyikolaj Vasziljevics Gogol: A revizor)
- Biberach (Katona József: Bánk bán)
- Klein bácsi (Vészi Endre: Le az öregekkel)

## Főbb rendezései
- Fényes Szabolcs: Baj van Rómeóval
- Huszka Jenő: Gül Baba

## Tévéjáték
- Szoba a hegyen (1961)